# Georg Wilhelm av Hessen-Darmstadt
Georg Wilhelm av Hessen-Darmstadt, född 11 juli 1722 i Darmstadt, död 21 juni 1782, var en prins av Hessen-Darmstadt som även var kavalleriofficer i Preussens armé (general i kavalleriet).

## Biografi
Georg Wilhelm var yngre son till lantgreve Ludvig VIII av Hessen-Darmstadt och Charlotte Christina Magdalena av Hanau-Lichtenberg. Han gifte sig 1748 i Heidesheim med grevinnan Louise av Leiningen-Heidesheim (1729–1818).
Han tillhörde den exklusiva grupp prenumeranter på upplysningstidens berömda tidskrift Correspondance littéraire, philosophique et critique.
Barn:
- Ludwig Georg Karl av Hessen-Darmstadt (1749–1823)
- Frederike Caroline Louise (1752–1782), gift med storhertig Karl II av Mecklenburg-Strelitz
- Georg Karl av Hessen-Darmstadt (1754–1830)
- Charlotte av Hessen-Darmstadt (1755–1785), gift med Karl II av Mecklenburg-Strelitz
- Karl Wilhelm Georg (1757–179l7)
- Fredrik Georg August (1759–1808)
- Louise av Hessen-Darmstadt (1761–1829), gift med sin kusin Ludvig X av Hessen-Darmstadt
- Augusta av Hessen-Darmstadt (1765–1796), gift med Maximilian I Josef av Bayern

## Länk i släktskap mellan Gustav Vasa och Bernadotterna
```
                  
Gustav Vasa

                   1496–1560
                       |
                    
Karl IX

                   1550–1611
                       |
                
Katarina Vasa

                   1584–1638
                       |
     
Christina Magdalena av Pfalz-Zweibrücken

                   1616–1660
                       |
        Johanna Elisabet av Baden-Durlach
                   1651–1680
                       |
       Dorotea Fredrika av Brandenburg-Ansbach
                   1676–1731 	
                       |

Charlotte Christina Magdalena av Hanau-Lichtenberg

                   1700–1726
                       |
       
Georg Wilhelm av Hessen-Darmstadt

                   1722–1782
                       |
           Augusta av Hessen-Darmstadt
                   1765–1796
                       |
               
Augusta av Bayern

                   1788–1851
                       |
            
Josefina av Leuchtenberg

                   1807–1876
                       |
                   
Oscar II

                   1829–1907
```